# 花札占い
花札占い（はなふだうらない）とは、日本特有の花札を用いた占術のことである。

## 解説
季節の花を図柄にした4枚×12か月＝48枚の花札を用いて、決まった切り方や並べ方で占う。また、1枚の札を選んで占うオラクルカード的な占い方もある。
歴史的には花札が世に登場したのが江戸時代後期とされるが、昔から商家や花柳界などで歓迎され占われていたので花札を使用した占いはこの頃から行われていたとされる。
花札占いの有料課金コンテンツとしては、株式会社メディア工房が2012年８月にリリースした「六本木噂の女占師」、テレシスネットワーク株式会社が2016年1月にリリースした「捌華秘占」があり、いずれも花札占師の八代真生が監修している。
メディアで取り上げられた事例としては、八代真生がワコールウェブサイト「心を奏でる花札占い」（2008年～2012年）を制作したほか、bayFMのラジオ番組「C-ZONE Season!」（2010年6月）、イーストプレス社の雑誌「恋運暦」（2010年8月）、J-WAVEのラジオ番組「RADIPEDIA」（2011年10月）などに八代真生が花札占師として登場している。

2013年1月に大泉書店が刊行したコミックエッセイ「占いに行ってきました！開運マニア”当たる占い師”体験記」において「占えるのは日本で一人だけ 超レアな占術をあやつる先生」の一人として八代真生が紹介されており、このころまでは花札占師は非常に少なかったものと思われる。
2022年8月2日に電子書籍「花札占い 入門編」が西田圭一郎（にしけい）によって出版、2022年9月23日には株式会社ヴィジョナリー・カンパニーから「花札占いカード〜雪月花〜」（著者：ZERO）が発売されるなどし、2022年ころから花札占いのすそ野が広がっていると思われる。